# Grimmia retracta
Grimmia retracta là một loài Rêu trong họ Grimmiaceae. Loài này được Stirt. mô tả khoa học đầu tiên năm 1886.